# Fender Mustang Bass
Fender Mustang Bass je kratkovratna bas kitara, predstavljena leta 1964. Izdelal ga je Leo Fender, namenjen pa je bil otrokom, ženskam, mladini, kitaristom in naposled bas kitaristom s krajšimi prsti. Imel je 77 cm dolge strune - standardna dolžina je 87 cm (long scale). Torej 30 dolga scala, imenovana tudi short scale.
Izdelovali so ga v ZDA vse do leta 1981, potem pa skušali nadomestiti z modelom Bullet Bass. Le-ta je bil kmalu ukinjen in nastal je Bronco Bass, ki je hkrati nadomestil tudi Musicmaster Bass. Od leta 1997 Mustanga ponovno serijsko izdelujejo in to na Japonskem v eni od Fenderjevih tovarn. Gre za model 1966, za katerega poznavalci trdijo, da je resnično dober posnetek originala. To je vrhunski inštrument, ki je polnokrvni Fender izdelek.

## Bas kitaristi, ki so igrali Mustang model
- Alan Lancaster, Status Quo
- Bill Wyman, Rolling Stones
- Dee Dee Ramone, Ramones
- Trevor Bolder, David Bowie and The Spiders from Mars